# Salazar de las Palmas
Salazar de las Palmas est une municipalité située dans le département de Norte de Santander en Colombie.